# Abaya (indumento)

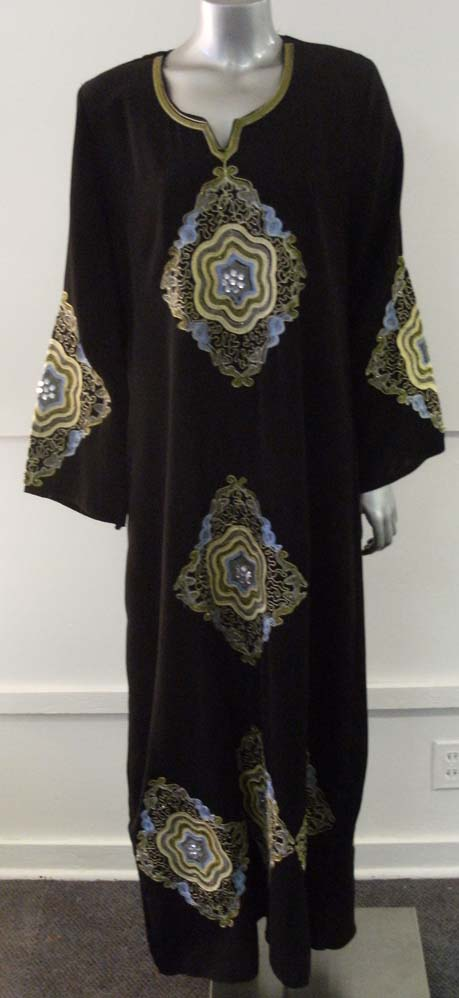
Un moderno abaya

L'abaya (in arabo عباء‎?, ʿabā'a) è un indumento femminile utilizzato in alcuni paesi musulmani, essenzialmente del Golfo Persico e nei quartieri europei dove la presenza musulmana è dominante o maggioritaria (Molenbeek in Belgio, Leicester in Inghilterra, ecc).
Esso ha funzione di hijab in molti Paesi della Penisola arabica. Si tratta di un lungo camice nero, di tessuto leggero, che copre tutto il corpo eccetto la testa, i piedi e le mani. Per coprire la testa è poi consuetudine usare un altro indumento che varia a seconda del paese, come il niqab, che copre tutta la testa eccetto gli occhi, o un semplice velo che copre solo i capelli.